# Neoregelia olens
Neoregelia olens är en gräsväxtart som först beskrevs av Joseph Dalton Hooker, och fick sitt nu gällande namn av Lyman Bradford Smith. Neoregelia olens ingår i släktet Neoregelia och familjen Bromeliaceae. Inga underarter finns listade i Catalogue of Life.